# Moritz von Oraniens Feldzug von 1597

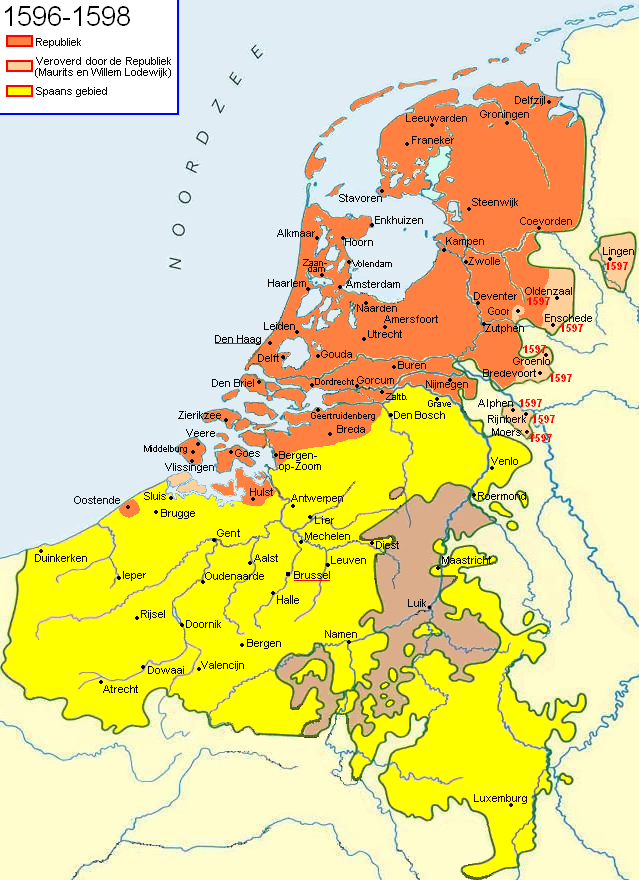

Moritz’ Feldzug von 1597 ist die erfolgreiche Offensive, die Prinz Moritz von Oranien mit seinem Heer gegen die Spanier von August bis November 1597 unternahm. Es wurde der erfolgreichste Feldzug, den Moritz im Achtzigjährigen Krieg unternommen hatte.

## Zielsetzung
Mit einem Heer bestehend aus 1.200 Kavalleristen und 7.000 Mann Fußvolk brach Moritz am 1. August 1597 in Den Haag auf, um die staatisch-niederländische Stellung am Niederrhein und im westlichen Münsterland zu stärken. Dies war unter strategischen Gesichtspunkten wichtig, weil seit Beginn des Achtzigjährigen Krieges Niederländer und Spanier das niederrheinische Gebiet als militärische Operationsbasis nutzten und zu diesem Zweck zahlreiche Städte besetzt hatten. Die rheinischen Territorialherren waren aufgrund eigener militärischer Schwäche nicht in der Lage, die Besetzung von Orten in ihrem Hoheitsgebiet durch Spanier oder Niederländer zu verhindern. So war die größte und strategisch wichtigste Festung der Niederländer, die Schenkenschanz, am Zusammenfluss von Waal und Rhein 1586 auf dem Territorium des Herzogtums Kleve errichtet worden.

## Verlauf
Der Feldzug begann am linken Niederrhein, im unmittelbaren Grenzgebiet der staatisch bzw. spanisch besetzten Plätze. Anschließend wandte sich das niederländisch-staatische Heer nach Norden und besetzte Orte und befestigte Plätze im westlichen Münsterland.

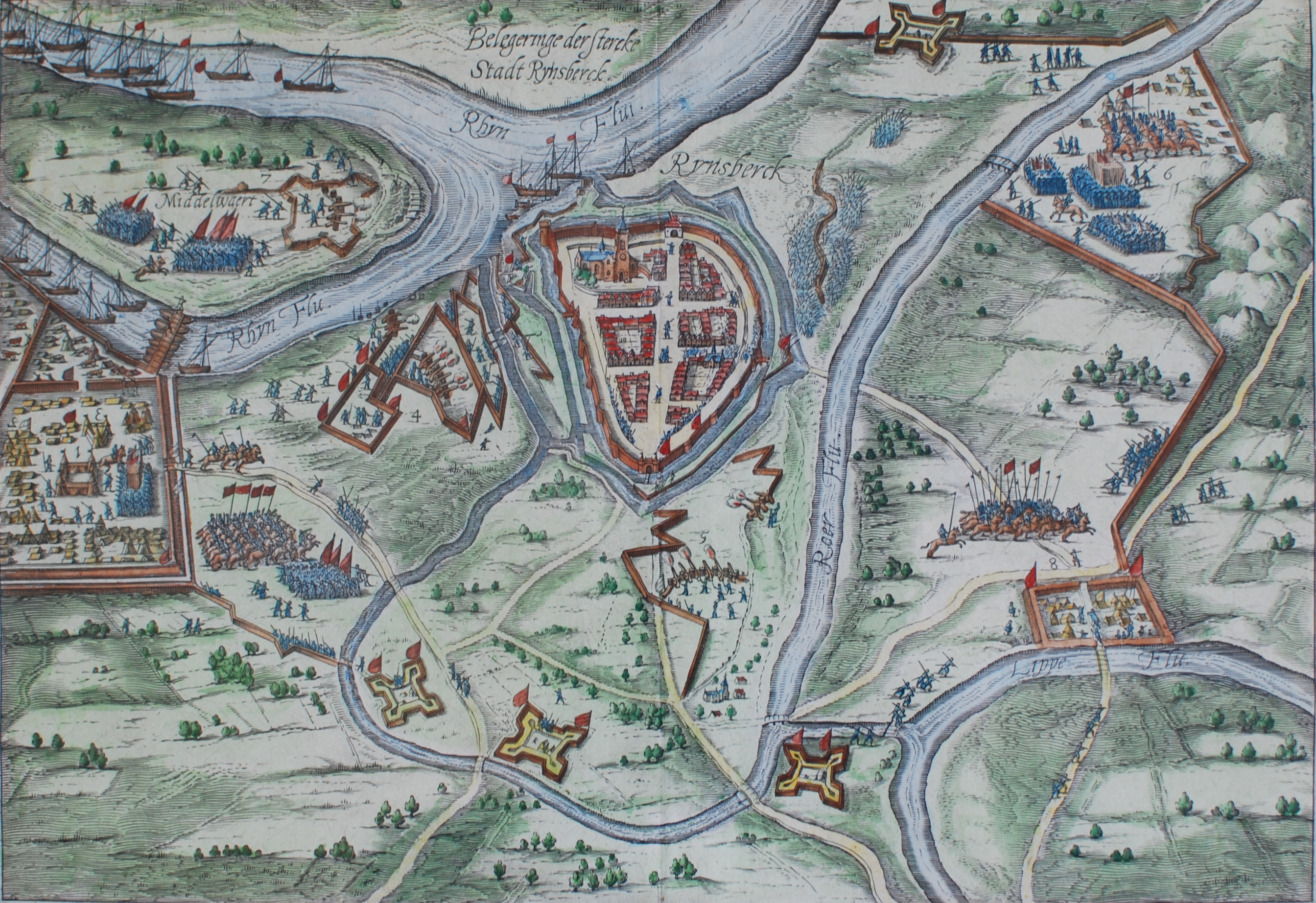
Belagerung von Rheinberg 1597

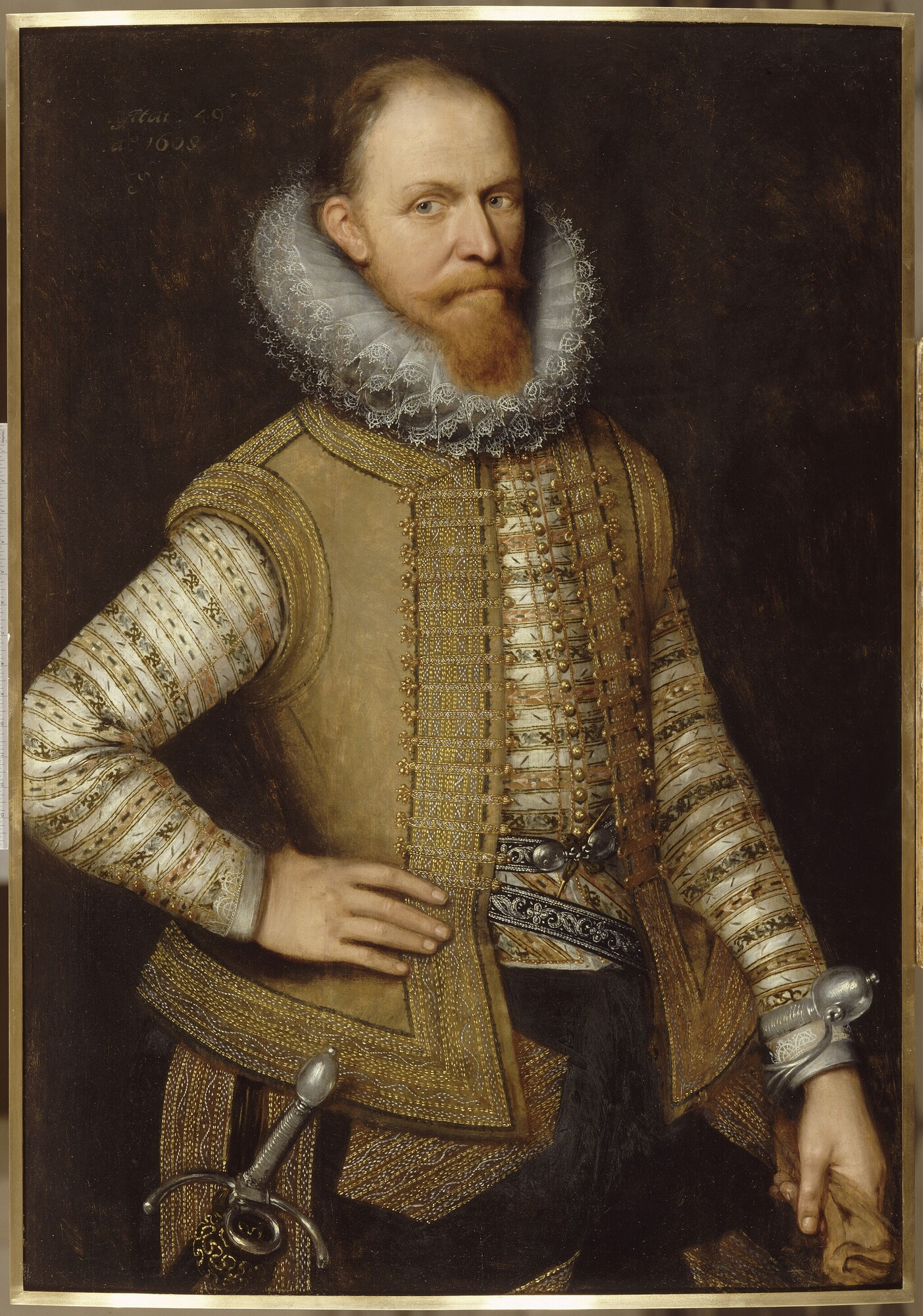
Moritz von Oranien

Moritz von Oranien griff zunächst das 1590 von den Spaniern eroberte Rheinberg an. Sein Ziel war es, den Spaniern den Übergang über den Rhein und damit die Verlegung von Truppen in das rechtsrheinische Gebiet zu erschweren. Nach der zehntägigen Belagerung von Rheinberg vom 9. bis 19. August kapitulierten die spanischen Truppen unter der Zusage freien Abzuges. Rheinberg konnte jedoch nicht längerfristig von den staatischen Truppen gehalten werden, da im Jahr 1598 eine spanische Armee unter Francisco de Mendoza die Stadt zurückeroberte.
Nachdem der spanische Statthalter von Ober-Geldern, Hermann von dem Bergh, vom Verlust Rheinbergs erfahren hatte, verstärkte er die Besatzung der nahe gelegenen, stark befestigten Stadt Moers und zog sich mit dem Hauptteil seiner Truppen über die Maas zurück. Daraufhin wandte sich Moritz gegen Moers und begann am 29. August die Belagerung von Moers. Noch vor einem Angriff der staatischen Truppen kapitulierte die spanische Besatzung unter Andreas de Miranda am 3. September 1597. Nach der Eroberung von Moers besetzten staatische Truppen den benachbarten Ort und das Schloss Alpen. Im folgenden Jahr wurde durch einen Vertrag mit Amalia von Neuenahr-Alpen die Herrschaft Alpen mit spanischer Zustimmung zur neutralen Zone erklärt.
Nachdem er am linken Niederrhein die staatische Stellung ausgebaut hatte, wandte sich Moritz von Oranien im weiteren Verlauf seines Feldzuges Richtung Norden, überschritt am 8. September 1597 bei Orsoy den Rhein und erreichte am 11. September die stark befestigte Stadt Groenlo. Bereits 1595 hatte Moritz versucht, Groenlo zu erobern, musste aber die Belagerung abbrechen, da ein spanisches Entsatzheer sich näherte. In der siebzehn Tage dauernden Belagerung von Groenlo wurde die Stadt mit Artillerie beschossen, wobei ein Teil der Stadt abbrannte. Am 27. September ergab sich die spanische Besatzung.

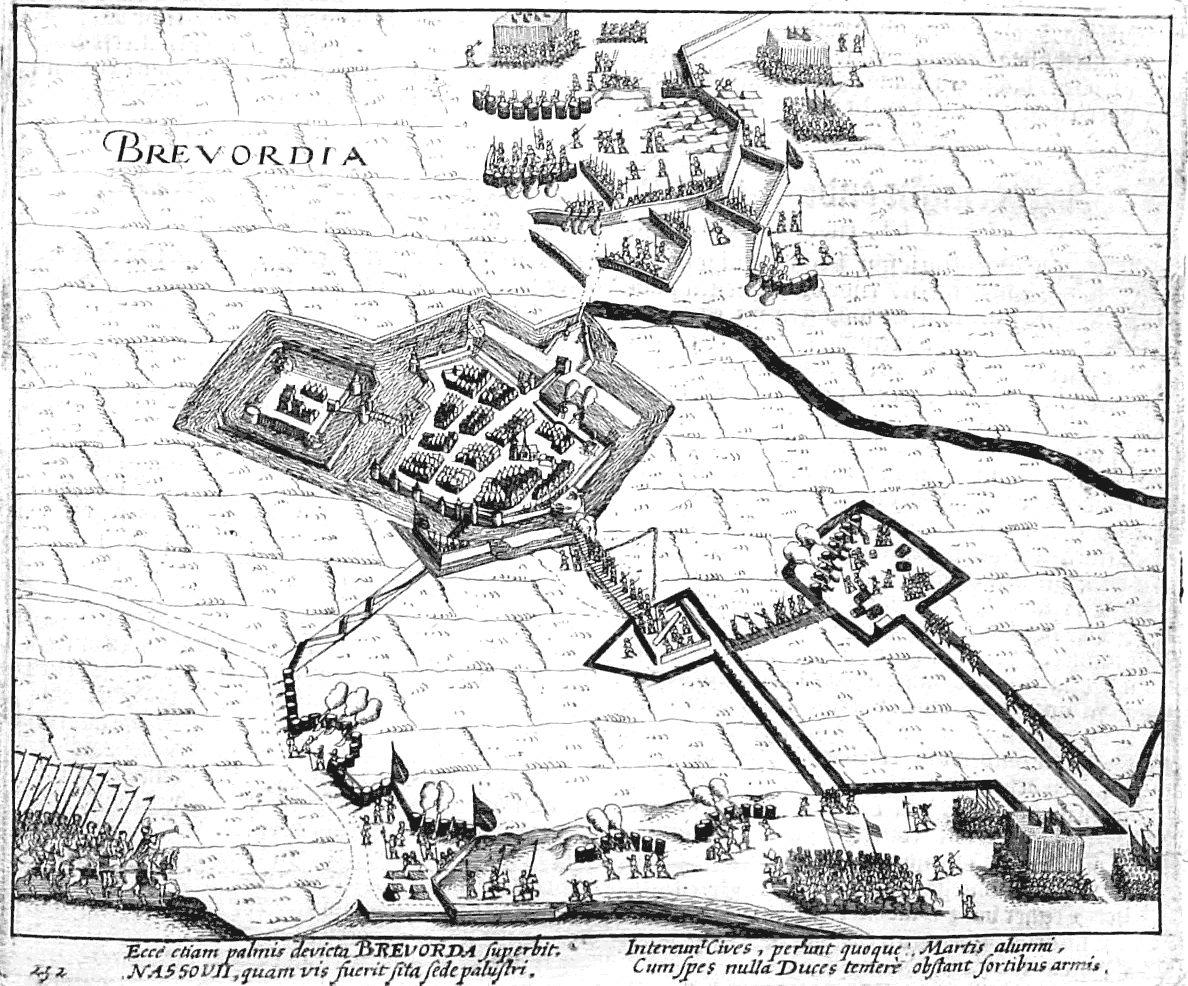
Belagerung von Bredevoort 1597

Mit den ihm noch verbliebenen 6.000 Mann Fußvolk und 1.200 Kavalleristen wandte sich Moritz gegen das von Mooren umgebene und stark befestigte Bredevoort. Am 1. Oktober 1597 begann die Belagerung der Stadt, die lediglich von 200 Soldaten verteidigt wurde. Man hegte trotz der staatischen Überlegenheit auf spanischer Seite die Hoffnung, dass eine Eroberung der Stadt wegen der sie umgebenden Moore nicht gelingen werde. Am 2. Oktober begann die Beschießung der Stadt, die am 9. Oktober von den staatischen Truppen erobert und geplündert wurde. Die überlebenden Spanier zogen sich in das Kastell zurück und überließen die Stadt ihrem Schicksal. Am 11. Oktober kapitulierten die spanischen Truppen unter Leutnant van Broekhuysen und erhielten gegen Zahlung von 1.700 Goldgulden freien Abzug. Den Bürgern von Bredevoort wurde eine Zahlung von 6.000 Goldgulden auferlegt. Die Eroberung von Bredevoort hat die staatischen Truppen höhere Verluste gekostet als alle anderen kriegerischen Auseinandersetzungen des Feldzugs zusammen. Moritz quartierte zwei Kompanien als Besatzung in Bredevort ein und zog mit dem Rest des Heeres gegen Enschede.
Nachdem die staatischen Truppen am 18. Oktober 1597 vor Enschede eintrafen, stellte Moritz von Oranien das gesamte Heer vor den Toren der Stadt in Schlachtordnung auf und unterbreitete der spanischen Besatzung ein Übergabeangebot. Er bot den Spaniern freien Abzug unter Mitnahme ihrer Waffen und ihres Besitzes an unter der Bedingung, dass sie sich südlich der Maas zurückziehen. Auch die mit den Spaniern sympathisierenden Einwohner sollten unter Mitnahme ihrer Habe die Stadt verlassen dürfen. Am folgenden Tag, dem 19. Oktober, verließen 108 Einwohner und die spanischen Truppen die Stadt. Im Anschluss an die Besetzung der Stadt ließ Moritz große Teile der Stadtbefestigungen schleifen, um die Stadt für zukünftige Besetzer uninteressant zu machen.
Die Stadt Ootmarsum wurde vom 19. bis 21. Oktober 1597 belagert und nach dreitägiger Belagerung von den staatischen Truppen eingenommen. Nach erfolgloser Aufforderung zur Kapitulation beginnt am 19. Oktober die Beschießung der Stadt. Als Moritz am 20. Oktober schweres Geschütz heranbringen ließ, kapitulierte die 120 Mann starke Besatzung der Stadt am 21. Oktober und erhielt freien Abzug Richtung Rhein.
Noch während der Belagerung von Ootmarsum begann Moritz am 20. Oktober 1597 mit der Belagerung der benachbarten Stadt Oldenzaal, das seit 1572 in spanischen Händen war. Oldenzaal, das durch eine Mauer, Bastionen, einen Wassergraben und Erdwälle geschützt war, wurde von einer etwa 400 Mann starken Garnison verteidigt. Die Belagerung begann mit Unterhandlungen über eine ehrenvolle Übergabe. Am 23. Oktober räumten die spanischen Truppen die Stadt und zogen nach Lingen ab. Die Stadt blieb nur begrenzte Zeit in niederländisch-staatischer Hand, 1605 wurde sie von den Spaniern unter dem Kommando von Ambrosio Spinola zurückerobert.

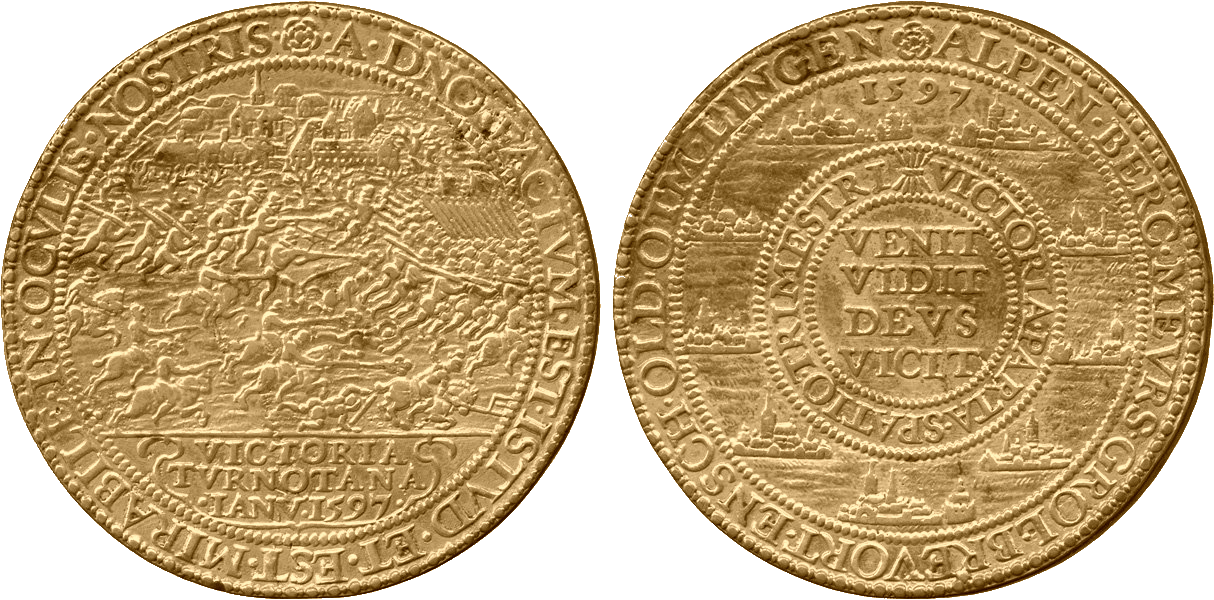
Goldene Gedenkmünze zu Ehren Moritz von Oraniens 1597

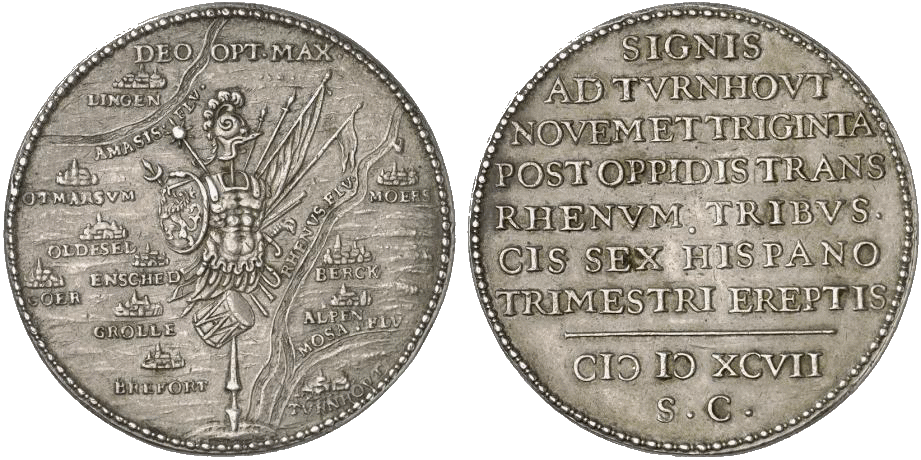
Gedenkmünze zu den Siegen Moritz von Oraniens 1597

Die letzte Station des Herbstfeldzuges von 1597 war die Stadt Lingen. Es war die letzte Stadt, die sich rechtsrheinisch noch in spanischen Händen befand. Moritz setzte mit dem gesamten Tross und den leichten Geschützen über die Ems, die schweren Geschütze ließ er auf Kähnen emsabwärts nach Lingen bringen. Am 28. Oktober begann die Belagerung der Stadt durch die staatischen Truppen, nach Ankunft der schweren Geschütze wurden Stadt und Kastell beschossen. Um die Stadt und die Besatzungstruppen vor weiteren Schäden zu bewahren, übergab die spanische Besatzung am 12. November 1597 die Stadt den staatischen Truppen.

## Bedeutung des Feldzuges
Ein wichtiges Ergebnis des Feldzuges war, dass die Schifffahrt auf dem Niederrhein nun von den Niederländern kontrolliert wurde und durch die Eroberung von fünf Befestigungen und neun befestigten Städten bzw. Orten die Operationsbasis der staatischen Truppen im Vorfeld des niederländischen Staatsgebietes verbessert wurde. Ein weiteres Ergebnis des Feldzuges war, dass alle niederrheinischen Rheinübergänge in staatischer Hand waren und sich rechtsrheinisch keine von spanischen Truppen besetzten feste Plätze mehr befanden.